# Ignaz Tomaselli
Ignaz Tomaselli (Vienna, 1812 – Vienna, 28 dicembre 1862) è stato un baritono austriaco. Fu anche attore in diversi teatri dell'impero austriaco. 
Era un eccellente interprete di ruoli comici, nel cosiddetto stile Scholziano. Si citano i ruoli di Elias Regenwurm in Dr. Fausts Hauskäppchen di Michael Hebenstreit, Kasperle in Teufelsmühle am Wienerberg di Ignaz Walter, sagrestano in Der Turner von Wien. 

## Biografia
Ignaz era il figlio del cantore d'opera della corte Giuseppe Tomaselli e della sua seconda moglie, Antonia Honikel. Carl, Franz e Katharina Tomaselli erano suoi fratelli e sorella.
La sua educazione artistica, come quella di fratelli e sorella, fu a cura del padre. Grazie a lui fu anche iscritto nel coro del Duomo di Vienna.
Dopo il cambio di voce, fu annumerato nel coro del Teatro della Corte. 
Nel 1840 Tomaselli fu scritturato al Teatro Municipale di Cassovia e due anni dopo si trasferì a Leopoli.  Tra 1844 e 1848 era sotto contratto al Teatro di Linz. Franz Pokorny lo prese nel suo teatro a Josefstadt nel 1849, ma già l'anno seguente Tomaselli andò al Carltheater. Nel 1851 tornò a Josefstadt per un breve periodo. Le stazioni successive furono Pest (1853), Leopoli (1856) e ancora Vienna nel 1857.
Morì a circa 50 anni il 28 dicembre 1862 a Vienna, dove fu sepolto.